# Kenvir (Kentucky)
Kenvir es un lugar designado por el censo ubicado en el condado de Harlan en el estado estadounidense de Kentucky. En el Censo de 2010 tenía una población de 297 habitantes y una densidad poblacional de 392,71 personas por km².

## Geografía
Kenvir se encuentra ubicado en las coordenadas 36°51′11″N 83°9′14″O / 36.85306, -83.15389. Según la Oficina del Censo de los Estados Unidos, Kenvir tiene una superficie total de 0.76 km², de la cual 0.76 km² corresponden a tierra firme y (0%) 0 km² es agua.

## Demografía
Según el censo de 2010, había 297 personas residiendo en Kenvir. La densidad de población era de 392,71 hab./km². De los 297 habitantes, Kenvir estaba compuesto por el 99.66% blancos, el 0.34% eran afroamericanos, el 0% eran amerindios, el 0% eran asiáticos, el 0% eran isleños del Pacífico, el 0% eran de otras razas y el 0% pertenecían a dos o más razas. Del total de la población el 0.34% eran hispanos o latinos de cualquier raza.